# Gymnothorax breedeni
La murena mascherata (Gymnothorax breedeni (Bloch e Schneider, 1801)) è un pesce osseo marino appartenente alla famiglia Muraenidae.

## Descrizione
L'aspetto generale è quello comune alle murene. La colorazione è fondamentalmente bruna, con un caratteristico segno nero sotto l'occhio e che attraversa il muso e la bocca (da cui prende il nome di "murena mascherata").

## Distribuzione e habitat
G. breedeni è una specie abbastanza rara, rinvenibile principalmente nell'Oceano Indiano, dalle coste orientali dell'Africa (Mar Rosso escluso) a quelle occidentali del sud-est asiatico, passando per le Maldive dove è più comune. Vi sono segnalazioni anche di rare popolazioni nell'Oceano Pacifico, in Polinesia Francese.
Predilige le coste rocciose, le barriere coralline tropicali e i pendii dei reef.